# Friedrich von Rauch (General)

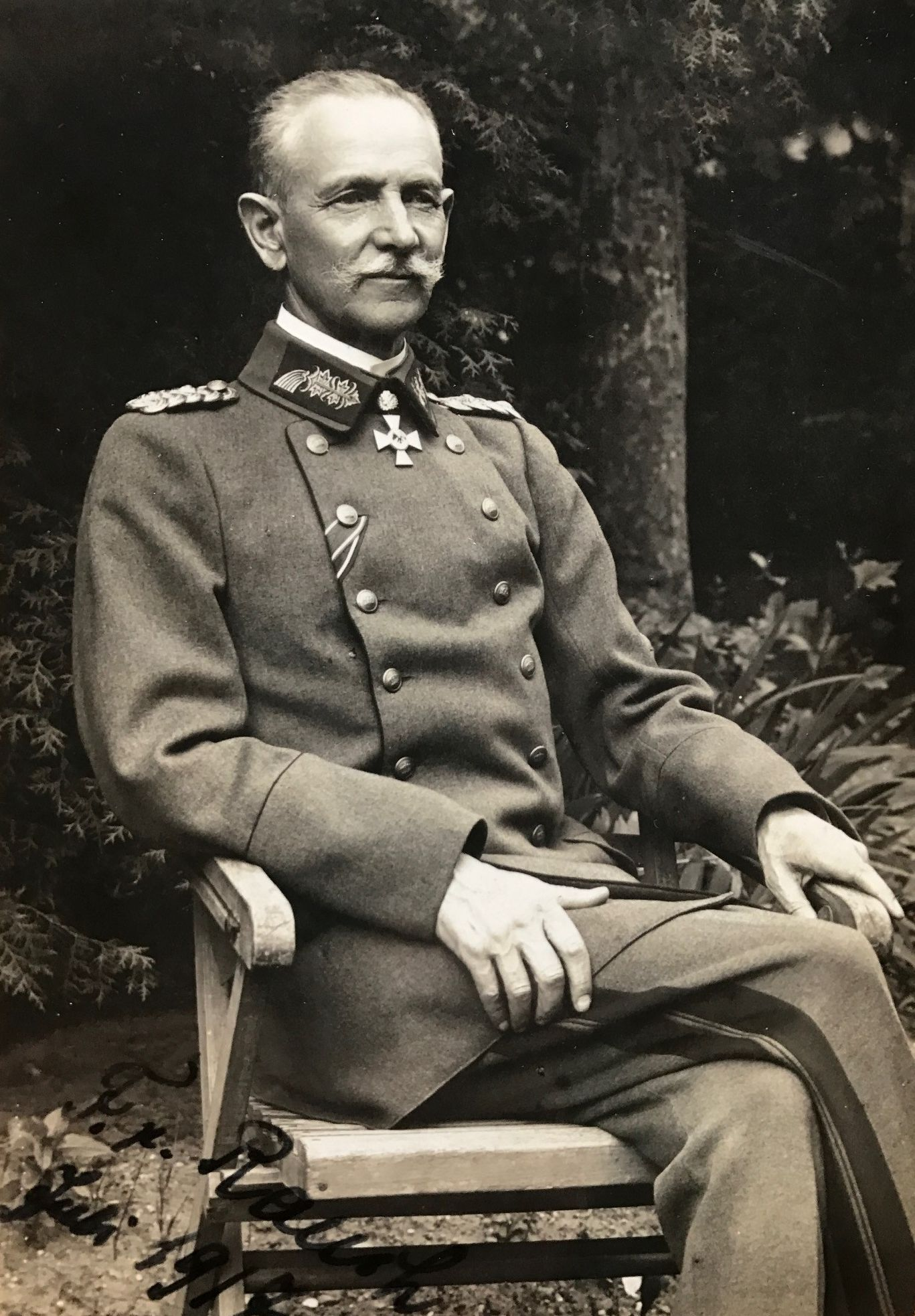
General der Kavallerie Friedrich von Rauch, Juli 1917

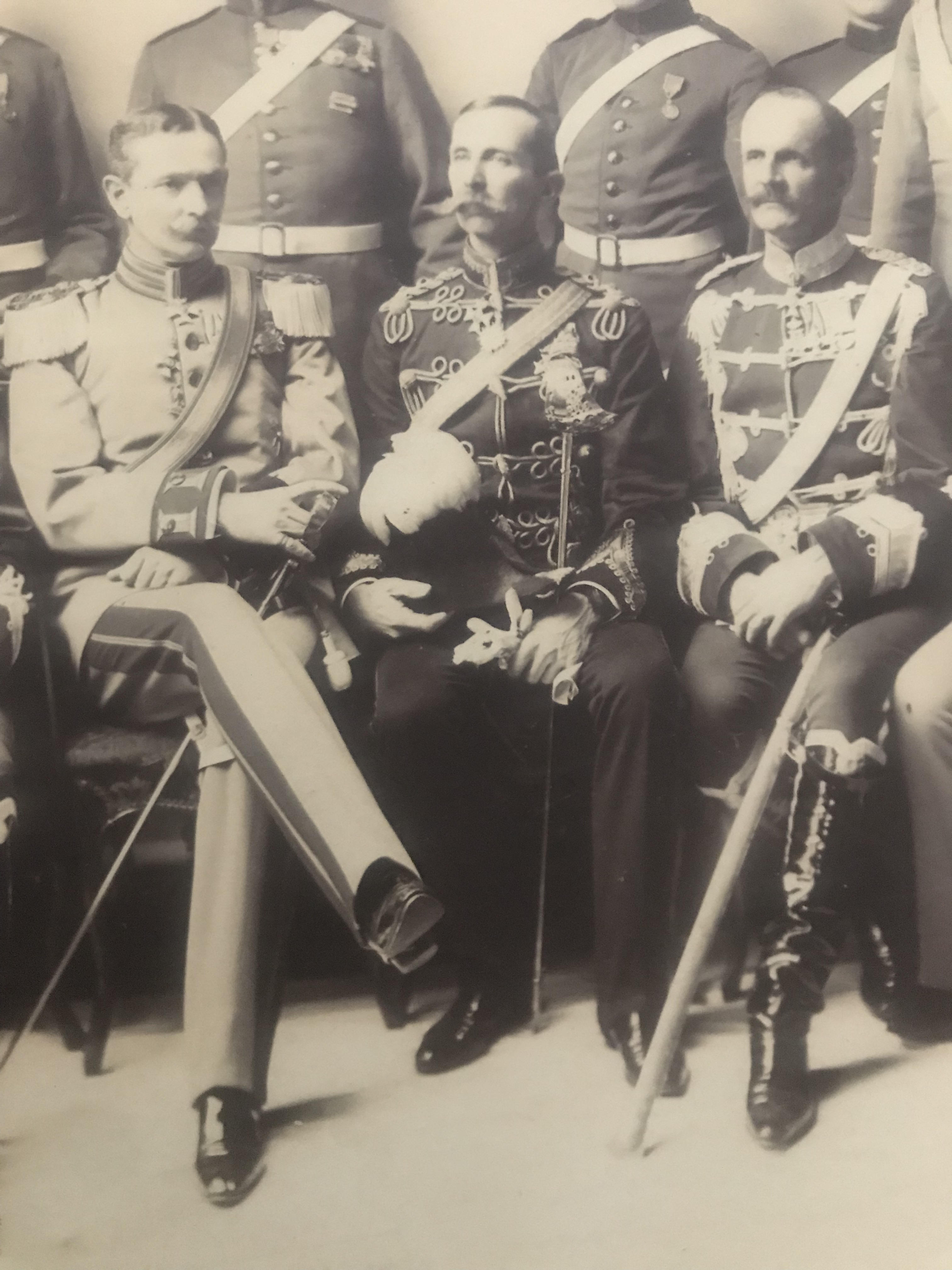
Oberst Friedrich von Rauch (links) als Leiter der preußischen Armeedeputation bei der Beisetzung Queen Victorias in London (1901); rechts sein Vetter Oberst Nikolaus von Rauch, Mitte: der britische Major Fox

Friedrich Leopold Bonaventura von Rauch (* 15. Februar 1855 in Berlin; † 22. April 1935 ebenda) war ein preußischer General der Kavallerie.

## Leben

### Herkunft
Friedrich von Rauch entstammte der preußischen Adelsfamilie Rauch und war der Sohn des preußischen Generals der Kavallerie Alfred Bonaventura von Rauch und dessen Ehefrau Elisabeth, geborene Gräfin von Brühl, Hofdame von Königin Elisabeth Ludovika von Preußen.
Mütterlicherseits war sein Ururgroßvater der königlich-polnische und kurfürstlich-sächsische Premierminister Heinrich Graf von Brühl, sein Urgroßvater der königlich-preußische Intendant der Staatschausseen, Hanns Moritz Graf von Brühl, und sein Großvater Carl Graf von Brühl, Herr auf Schloss Seifersdorf und königlich-preußischer Generalintendant der Museen und Theater zu Berlin, zu dessen Zeit das Schauspielhaus (Berlin) von Karl Friedrich Schinkel wiederaufgebaut und unter dessen Intendanz 1821 eingeweiht sowie Der Freischütz von Carl Maria von Weber im selben Jahr welturaufgeführt wurde.
Väterlicherseits war sein Großvater Generalleutnant Friedrich Wilhelm von Rauch, Generaladjutant König Friedrich Wilhelms IV. von Preußen und preußischer Militärbevollmächtigter am Zarenhof in St. Petersburg, und sein Urgroßvater der Generalmajor Bonaventura von Rauch. Seine Schwester Anna von Rauch war Hofdame der Herzogin Charlotte von Sachsen-Meiningen, der ältesten Tochter Kaiser Friedrichs III. von Preußen und dessen Ehefrau Victoria Prinzessin von Großbritannien und Irland.

### Militärkarriere
Nach Schulzeit an der Ritterakademie Brandenburg und Zeit als Kadett in Potsdam trat Rauch 1871 als Sekondeleutnant in das 2. Brandenburgische Dragoner-Regiment Nr. 12 der Preußischen Armee in Frankfurt (Oder) ein. Von 1879 bis 1882 absolvierte er die Kriegsakademie in Berlin. 1882 zum Premierleutnant befördert, blieb er in Berlin und war von 1884 bis 1886 zum Großen Generalstab kommandiert. Anschließend wurde er unter Beförderung zum Hauptmann in den Großen Generalstab versetzt, und zunächst zur Dienstleistung im Generalstab des V. Armee-Korps in Posen und dann in den Generalstab der Garde-Kavallerie-Division in Berlin kommandiert.
1891 erfolgte seine Beförderung zum Major. Bis 1896 wurde er in Hannover im Generalstab der 19. Division und dann des übergeordneten X. Armee-Korps verwendet. Anschließend wurde er als etatmäßiger Stabsoffizier zum Braunschweigischen Husaren-Regiment Nr. 17 versetzt, um 1897 nach seiner Beförderung zum Oberstleutnant das Kommando über das 1. Großherzoglich Mecklenburgische Dragoner-Regiment Nr. 17 in Ludwigslust zu übernehmen. Ein Jahr später wurde Rauch zum Kommandeur des 1. Garde-Dragoner-Regiments „Königin Viktoria von Großbritannien und Irland“ in Berlin ernannt, das in den bis heute in Kreuzberg erhaltenen Gebäuden der Garde-Dragoner-Kaserne stationiert war. In dieser Funktion gehörte er 1901 zur Abordnung, die die Preußische Armee bei den Trauerfeierlichkeiten für Queen Victoria in London vertrat. 1900 war er zum Oberst befördert worden.
1902 wurde Rauch nach Münster versetzt, um als Kommandeur die 13. Kavallerie-Brigade zu übernehmen. Unter Beförderung zum Generalmajor wurde er nur ein Jahr später Kommandeur der 17. Großherzoglich Mecklenburgischen Kavallerie-Brigade in Schwerin, zu der die beiden mecklenburgischen Dragoner-Regimenter Nr. 17 und Nr. 18 aus Ludwigslust bzw. Parchim gehörten und welche bereits sein Vater von 1869 bis 1875 geführt hatte. 1906 wurde er zum Inspekteur der 1. Kavallerie-Inspektion in Königsberg ernannt. In Genehmigung seines Abschiedgesuches wurde Rauch unter Verleihung des Charakters als General der Kavallerie am 2. Februar 1911 zur Disposition gestellt.
Nach dem Ersten Weltkrieg wirkte Friedrich von Rauch als Vorstand des Invalidendank e. V. Zu den Aufgaben des Invalidendanks gehörten u. a. die Förderung der Erwerbstätigkeit und die Unterstützung von Armee- und Marineinvaliden sowie von deren Hinterbliebenen. Der Invalidendank hatte seinen Sitz in Berlin (Unter den Linden 24).
Der Berliner Hofmaler Conrad Freyberg hat ein Porträtgemälde von Rauch als Kommandeur des 1. Garde-Dragoner-Regiments geschaffen. Es hing bis 1945 im Schmoldower Gutshaus seiner ältesten Tochter Elisabeth von Storch geb. von Rauch. Seitdem gilt es als verschollen.

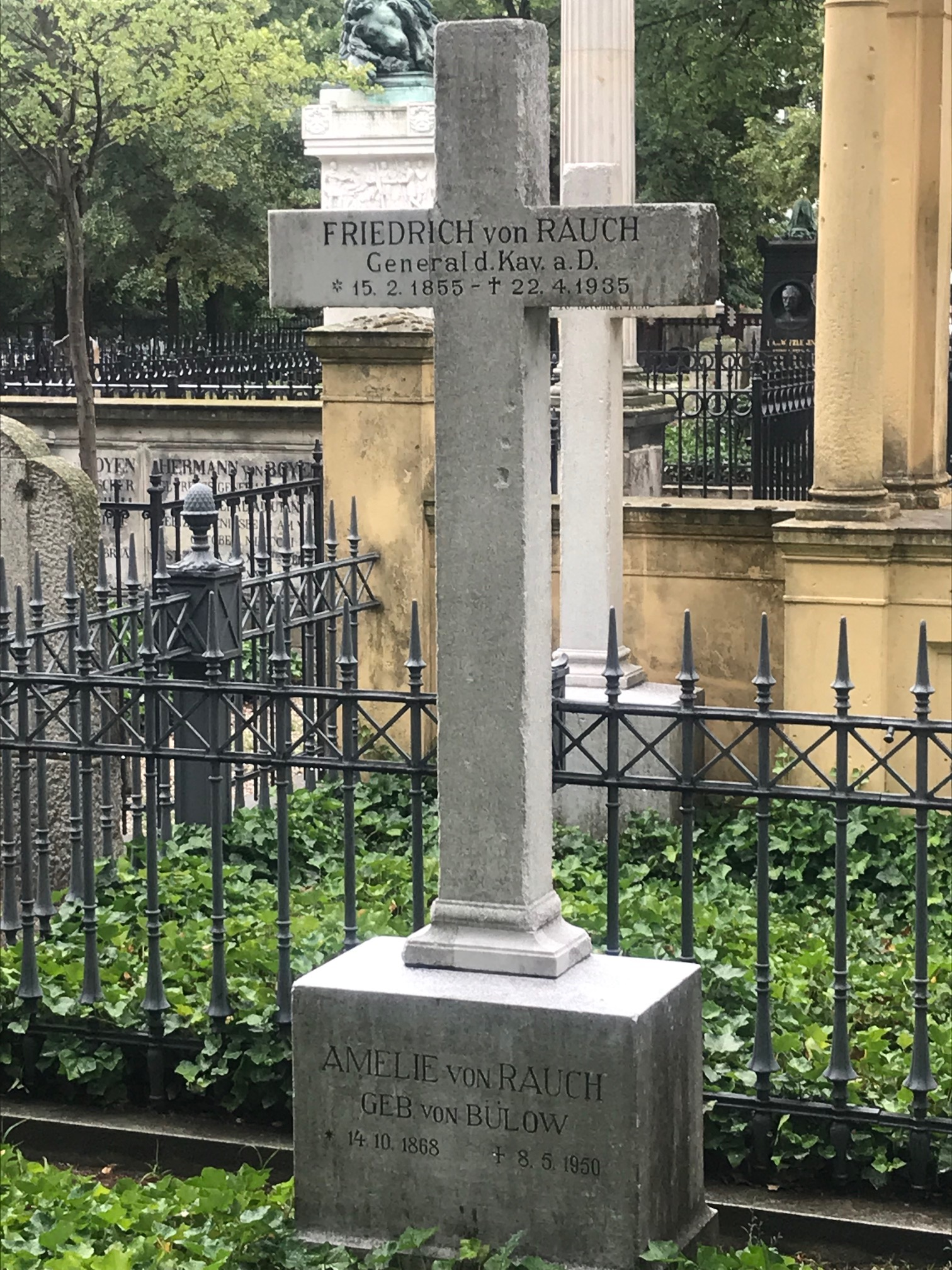
Grab von General der Kavallerie Friedrich von Rauch und seiner zweiten Ehefrau Amélie von Rauch, geborene von Bülow-Gudow auf dem Berliner Invalidenfriedhof (2019)

### Grab auf dem Berliner Invalidenfriedhof
Rauch wurde gemeinsam mit seiner zweiten Ehefrau Amélie von Bülow, in der Rauchschen Grablege auf dem Invalidenfriedhof in Berlin-Mitte neben seinen Eltern und Großeltern bestattet. Die Grabanlage hat Hofarchitekt Friedrich August Stüler im Auftrag des preußischen Königs Friedrich Wilhelm IV. entworfen. Alle Gräber sind erhalten. Die Familiengrabanlage, nur wenige Meter von der einstigen Berliner Mauer entfernt, konnte nach der deutschen Wiedervereinigung in den 1990er Jahren durch die Gartendenkmalpflege des Landesdenkmalamtes Berlin restauriert werden. Die Restaurierung förderten der Bund, die Stiftung Deutsche Klassenlotterie Berlin und der Förderverein Invalidenfriedhof e. V.
Auch das Grab seiner 1896 früh verstorbenen ersten Ehefrau Anna von Behr besteht auf dem Gutsfriedhof ihrer väterlichen Familie im vorpommerschen Vargatz fort.

### Familie
Rauch heiratete in Schmoldow am 22. September 1885 in erster Ehe Anna von Behr (1865–1896). Sie war Besitzerin des Gutes Schmoldow und Tochter von Friedrich von Behr, Mitglied des Reichstags und Preußischen Herrenhauses, Präsident des Deutschen Fischereivereins und Gutsbesitzers auf Schmoldow und Vargatz, und dessen Ehefrau Marie, geborene Homeyer.
Nach ihrem Tod heiratete Rauch in zweiter Ehe in Gudow am 12. April 1902 Amélie von Bülow (1868–1950), Hofdame der Großherzogin Marie von Mecklenburg-Schwerin. Sie war die Tochter des lauenburgischen Erblandmarschalls, Mitglied des Preußischen Herrenhauses und Gutsbesitzers Friedrich von Bülow und dessen Ehefrau Amalie, geborene von Oertzen.
Aus der ersten Ehe gingen zwei Töchter hervor:
- Elisabeth (1893–1973), Besitzerin des Gutes Schmoldow (bis 1945) ⚭ 1916 in Schwerin mit Major Kurt von Storch (1890–1965)
- Olga (1896–1979), Mitarbeiterin von Ressortchef Wilhelm Hausenstein (Frankfurter Zeitung), später Redakteurin[5] ⚭ 1940 in Ohlstadt mit Carl Graf von Thun und Hohenstein (1883–1961), k. u. k. Kämmerer, Oberstleutnant a. D.

Aus der zweiten Ehe gingen ein Sohn und eine Tochter hervor:
- Bonaventura (1903–1976) ⚭ 1929 in Berlin mit Käte Wendler (1906–1990)
- Feodora (1907–1990) ⚭ 1934 in Berlin mit Andor von Nagy-Mechwart (1896–1971)

## Archivalien
- Landeshauptarchiv Schwerin: Genealogische Sammlung Cuno Freiherr von Rodde. Gesammelte Lebensläufe der Familie von Rauch, darunter auch zu Friedrich von Rauch
- Landeshauptarchiv Schwerin: Großherzogliches Kabinett, Acta betr. den General der Kavallerie a. D. von Rauch in Berlin